# Michael Oakes
Michael Christian Oakes (* 30. Oktober 1973 in Northwich) ist ein ehemaliger englischer Fußballtorhüter und Sohn von Alan Oakes, dem Rekordspieler von Manchester City. Der langjährige Schlussmann von Aston Villa und Wolverhampton Wanderers ist nach seiner letzten Station bei Cardiff City seit Ende der Saison 2007/08 ohne Verein.

## Sportlicher Werdegang

### Aston Villa (1991–99)
Alan Oakes durchlief die Jugendmannschaften von Aston Villa und kam im Seniorenbereich erstmals beim unterklassigen Klub Gloucester City in der Saison 1992/93 zu seinen ersten Pflichtspieleinsätzen. Im Profifußball feierte er seinen Einstand beim FC Scarborough, an den die „Villans“ den jungen Mann zwischen den Pfosten zwischen November 1993 und Mai 1994 ausgeliehen hatten – es blieb hier jedoch bei nur einem einzigen Ligaspiel. Bei seinem Heimatklub kam er nach der Verletzung von Mark Bosnich am 17. August 1996 gegen Sheffield Wednesday erstmals zum Zuge und durch Bosnichs zunehmende Verletzungsanfälligkeit sammelte er weitere Erfahrungen und kam bis zum Ende der Saison 1998/99 auf 60 Pflichtspiele. Dennoch kam der sechsfache englische U-21-Nationalspieler in dieser Zeit nie endgültig über den Status des Ersatztorwarts hinaus und als der Klub im Anschluss an Bosnichs Weggang zu Manchester United mit David James im Juni 1999 einen hochkarätigen Torwartnachfolger neuverpflichteten, bat Oakes darum, den Verein verlassen zu dürfen.

### Wolverhampton Wanderers (1999–2007)
Der Weg von Michael Oakes führte ins nahe Wolverhampton, wo er sich für eine Ablösesumme von 450.000 Pfund den Wanderers anschloss. Schnell verdrängte er den altgedienten Mike Stowell von der Position der „Nummer 1“ und bis einschließlich der Saison 2001/02 war er Stammtorhüter der „Wolves“. Im September 2002 zog er sich eine Schulterverletzung zu und sein junger Vertreter Matt Murray gelang es, ihn mit guten Leistungen nicht nur optimal zu vertreten, sondern er blieb auch in den restlichen Spielen der Aufstiegssaison 2002/03 statt des nun wieder fitten Oakes im Tor – dazu zählte das entscheidende Play-off-Spiel gegen Sheffield United im walisischen Millennium Stadium, das letztlich den Aufstieg in die Premier League sicherstellte.
Die anschließende Erstligasaison 2003/04 sah eine erneute Wendung vor, als Murray eine Rückenverletzung erlitt und Oakes wiederum die Rückkehr ins Tor ermöglichte. In einer schwierigen Saison, an deren Ende die Wolves schließlich als Tabellenletzter wieder abstiegen, blieb Oakes weitgehend fehlerlos, wurde dann aber in einer umstrittenen Entscheidung im Januar 2004 durch den Neuzugang Paul Jones ersetzt. Erst im Oktober 2004 kehrte Oakes auf seinen angestammten Platz zurück, aber seine Darbietungen zeigten nicht mehr die zuvor gezeigte Qualität, so dass ihn ein Jahr später wiederum der Niederländer Stefan Postma ablöste. Obwohl die Vereinsführung der Wolverhampton Wanderers nach Abschluss der Saison 2005/06 von einer Weiterbeschäftigung Postmas absahen, blieb Oakes weiter nur der Platz auf der Reservebank, da der neue Trainer Mick McCarthy nach Murrays Genesung dem jungen Torhüter das Vertrauen aussprach. Nach insgesamt 220 Pflichtspielen in acht Jahren ließen die „Wolves“ Oakes im Mai 2007 ablösefrei gehen.

### Cardiff City (2007–08)
Oakes unterzeichnete im Juli 2007 bei Cardiff City einen Einjahreskontrakt und spielte hier wieder unter seinem Ex-Wolves-Trainer Dave Jones. Dort war er zunächst als Ergänzungsspieler vorgesehen, aber nach eine Reihe von Fehlern des ausgeliehenen Ross Turnbull war Oakes nach dessen Rückkehr zum FC Middlesbrough kurzzeitig wieder „erste Wahl“, zumal nur noch der „dritte Torwart“ David Forde als Konkurrent vorhanden war. Mit dem Dänen Kasper Schmeichel folgte aber von Manchester City Ende Oktober 2007 ein weiterer Leihspieler, der Oakes auf die Ersatzbank verdrängte. Dasselbe Schicksal erlitt er wiederum nach Schmeichels Rückkehr nach Manchester City mit Peter Enckelman von den Blackburn Rovers, auf den die „Bluebirds“ bis zum Saisonende bauten. Nach einem letzten „Highlight“ auf der Ersatzbank des Wembley-Stadions, auf der er die 2008er FA-Cup-Endspielniederlage seines Klubs gegen den FC Portsmouth beobachtete, verließ Oakes den Klub.

## Erfolge
- Englischer Ligapokal: 1994, 1996